# Super Smartphone
Super Smartphone (すごいスマホ, Sugoi Sumaho) est un shōnen manga écrit par Hiroki Tomisawa et dessiné par Kentaro Hidano. Il est prépublié du 9 mai 2022 au 17 octobre 2022 dans le Weekly Shōnen Jump, puis publié en volumes reliés par l'éditeur japonais Shūeisha.

## Synopsis
Depuis la mystérieuse disparition de son frère cadet, Shu, 7 ans plus tôt, Kyū Sagurada semble être entré dans une torpeur sans précédent, ce qui attriste son amie d'enfance Yuika qui est bien consciente de son génie. Mais tout change lorsque Kyū découvre un jour dans son sac un mystérieux appareil, un smartphone "Googugu" disposant d'une IA se prétendant capable de chercher n'importe quoi. Intrigué, Kyū teste l'appareil et découvre rapidement qu'il a entre les mains une véritable merveille de technologie ! Mais étrangement, quand il s'agit d'obtenir des informations sur son frère disparu, le super smartphone persiste à exiger davantage de points qu'il ne peut obtenir qu'en s'en servant...

## Manga
Le manga Super Smartphone est écrit par Hiroki Tomisawa et dessiné par Kentaro Hidano. La série a été publiée du 23e numéro du Weekly Shōnen Jump publié le 9 mai 2022, au 46e numéro de la même année. Depuis, la série est éditée sous forme de volumes reliés par Shūeisha et compte actuellement 1 tome.

### Liste des volumes
| no | Japonais         | Japonais          |
| no | Date de sortie   | ISBN              |
| --- | ---------------- | ----------------- |
| 1 | 2 septembre 2022 | 978-4-08-883249-4 |
| Liste des chapitres : - Chapitre 1 : すごいスマホ (Sugoi Sumaho) - Chapitre 2 : スマホの功罪 (Sumaho no Kōzai) - Chapitre 3 : スマホの戦い (Sumaho no Tatakai) - Chapitre 4 : 2人の犯人 (Futari no Han'nin) - Chapitre 5 : 正体不明の招待状 (Shōtai Fumei no Jōtaijō) - Chapitre 6 : 一人より (Hitori yori) - Chapitre 7 : 鼎談 (Teidan) |                  |                   |
| ー |                  |                   |
| Liste des chapitres : - Chapitre 8 : 第二群 (Dai ni-gun) - Chapitre 9 : ファースト所有者サーチ (Fāsuto Shoyūsha Sāchi) - Chapitre 10 : 初日の藻浦 (Shonichi no Mōra) - Chapitre 11 : ファースト所有者コンタクト (Fāsuto Shoyūsha Kontakuto) - Chapitre 12 : すごい鬼ごっこ (Sugoi Oni Gokko) - Chapitre 13 : 藻浦と全一郎 (Mōra to Zenichirō) - Chapitre 14 : 1台目 (Ichi Daime) - Chapitre 15 : 剥奪ペナルティ (Hakudatsu Penaruti) - Chapitre 16 : 第2フェーズ (Daini Fēzu) - Chapitre 17 : ボーケンの値踏み (Bōken no Nebumi) - Chapitre 18 : 情報ゲーム (Kādo Gēmu) - Chapitre 19 : レイの審美眼 (Rei no Shinbigan) - Chapitre 20 : 全一郎 (Zen'ichirō) - Chapitre 21 : 因縁 (In'nen) - Chapitre 22 : 相対 (Sōtai) |                  |                   |

## Réception
Steven Blackburn, de Screen Rant, a fait l'éloge du premier chapitre, mais il craint également que la série ne soit pas à la hauteur.
La série a été nommée pour le Next Manga Award de 2022 dans la catégorie manga imprimé.

### Sources
1. ↑  (ja) « 地球上のすべての情報を検索できるスマホをめぐるサスペンスがジャンプで », sur natalie.mu,‎ 9 mai 2022 (consulté le 2 septembre 2022)
2. ↑  « Le manga Sugoi Smaho sortira le 9 mai », sur Anime News Network, 25 avril 2022 (consulté le 2 septembre 2022)
3. ↑  « According to Issue #47's Preview, Super Smartphone by Hiroki Tomisawa & Kentaro Hidano has officially ended in Weekly Shonen Jump Issue #46. », sur Twitter, 13 octobre 2022 (consulté le 14 octobre 2022)
4. ↑  (ja) « Shonen Jump's New Series Has an Impressive Start That'll Be Hard to Top », sur Screen Rant, 11 mai 2022 (consulté le 2 septembre 2022)
5. ↑  « Manga Awards 2022 : les votes sont ouverts », sur Anime News Network, 24 juin 2022 (consulté le 2 septembre 2022)

### Œuvres
Édition japonaise
1. 1 2 3  Tome 1